# 亮度
亮度（英語：luminance）又稱輝度，是表示人眼对发光体或被照射物体表面的发光或反射光强度实际感受的物理量；可理解为：单位面积内看上去有多亮。
亮度和光强这两个量在一般的日常用语中往往被混淆使用。簡而言之，當任兩個物體表面在照相時被拍攝出的最終結果是一樣亮、或被眼睛看起來兩個表面一樣亮，它們就是亮度相同。
国际单位制中规定，「亮度」的符号是Lv，单位为燭光每平方米（cd/m2），舊稱尼特（nit）。

## 物理表达式
{\displaystyle L={\frac {\mathrm {d} \Phi }{{\mathrm {d} \Omega }\cdot {\mathrm {d} s}\cos(\theta )}}}
式中：
Φ：光通量
Ω：立体角
θ：给定方向与单位面积元ds法线方向的夹角